# 乔治·H·杜兰公司

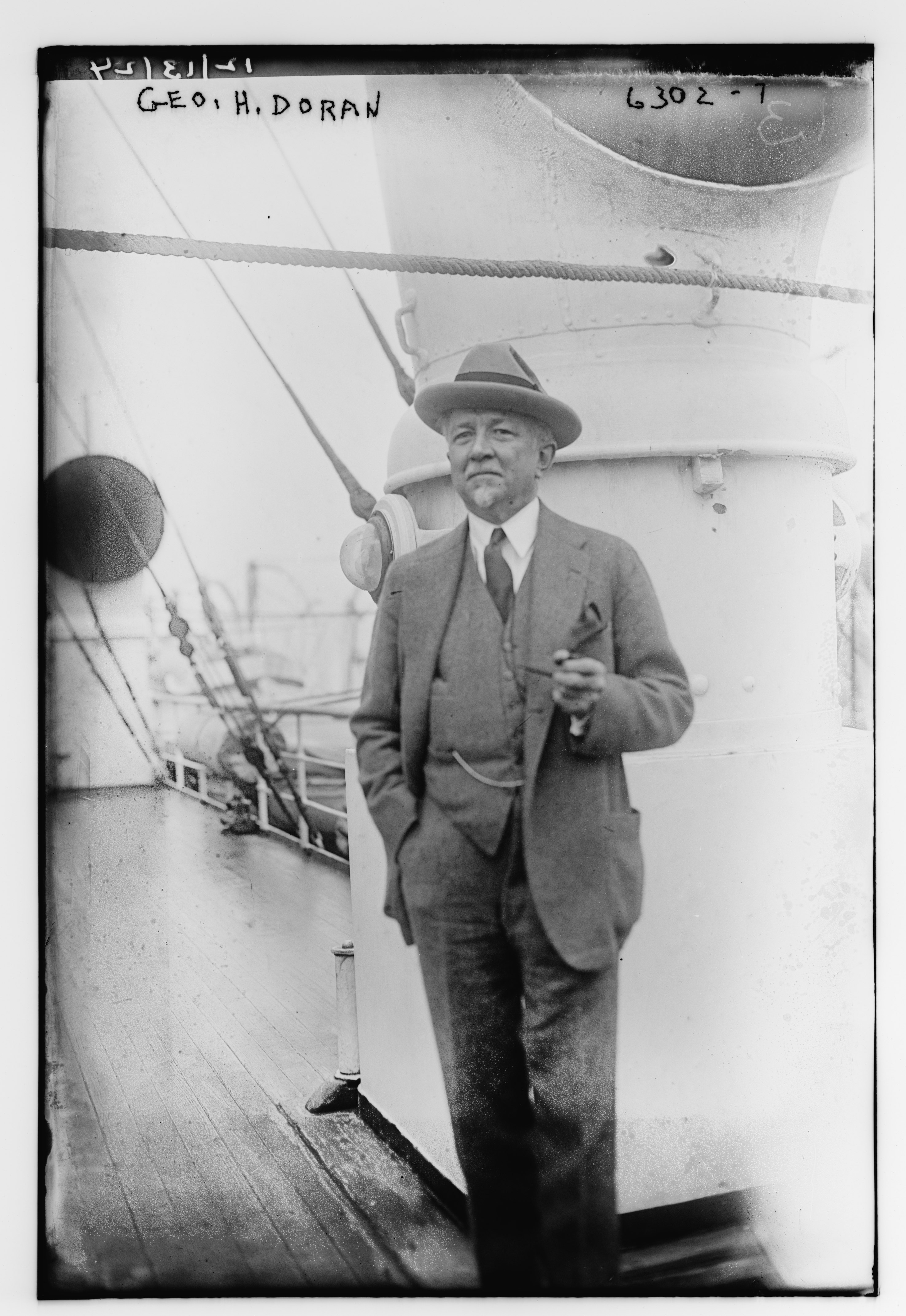
乔治·H·杜兰（1924年）

乔治·H·杜兰公司（George H. Doran Company）是由加拿大人乔治·亨利·杜兰（George Henry Doran）创办的美国图书出版社。1908年2月22日，他在多伦多组建了这家公司，并将其搬到了纽约市。
这家公司发展成为美国主要的出版社之一。该公司出版了多种类型的书籍，从主要文学作品到“工人阶级”小说、如何打高尔夫球的书籍、宗教书籍、浪漫小说、儿童和青少年冒险小说以及诗歌。的美国出版商大量的英国作者和第一次世界大战的战争努力的一部分,该公司的主要来源是盟军文学出版诸如英国政府的《英国战争目标声明》作者大卫·劳埃德以及乔治·劳埃德乔治的书《一场伟大的圣战》。杜兰公司还出版了其他一些关于这场战争的书籍，包括美国驻德国大使詹姆斯·w·杰拉德(James W. Gerard)的两本。
1927年，乔治·杜兰公司与道布尔戴和佩奇公司合并，成为英语世界最大的出版公司——道布尔戴杜兰。杜兰的名字在1946年消失了，当时该公司被简单地称为道布尔戴公司。